# 헬가 이 플로라
《헬가 이 플로라》(스페인어: Helga y Flora)는 칠레의 텔레비전 드라마이다.

## 출연진
- 알레한드로 지베킹 - 레이몬드 감퍼
- 카탈리나 사베드라 - 플로라 구티에레스
- 아말리아 카사이 - 헬가 군켈